# Dila-Bruderschaft
Die Dila-Bruderschaft, auch Dila'iyya (arabisch الدلائية, DMG ad-Dilāʾīya), war eine bedeutende muslimische Sufi-Bruderschaft (Tariqa) im Norden Marokkos im 17. Jahrhundert.

## Geschichte
Die Bruderschaft (zaouia) wurde von Abu Bakr ibn Muhammad (1537–1612) gegründet, einem Schüler des Mystikers Muhammad al-Dschazuli (1390er–1465), der wiederum als einer der Sieben Heiligen von Marrakesch verehrt wird. Hauptsitz der Bruderschaft wurde ad-Dila im Mittleren Atlas. Die Ruinen von ad-Dila liegen in der Nähe des Dorfes Aït Ishaq etwa 30 Kilometer südlich von Khénifra. Unter al-Dschazulis Nachfolger Muhammad ibn Abi Bakr (reg. 1612–1637) dehnte die Bruderschaft ihren Einfluss auf die Stämme im Hohen Atlas aus. Mit Mohammed al-Haddsch ibn Abi Bakr ad-Dila'i (reg. 1635–1688) erreichte die Dila-Bruderschaft ihren größten Einfluss. 
Nach 1637 begannen die Dilaiyya mit der Unterwerfung Marokkos, wobei sie im Jahr 1640 Muhammad al-Ayyashi in Meknès besiegen konnten. Dieser war Herrscher über die unabhängige Piratenrepublik Bou-Regreg von Salé, die kurz danach in die Hände der Bruderschaft fiel. Nach der Eroberung von Fès im Jahr 1641 stürzten sie die nördliche Seitenlinie der Dynastie der Saadier und kontrollierten das nördliche und mittlere Marokko. In Südmarokko dauerten die Kämpfe mit den Alawiden an. Als die Alawiden 1664 bei Meknès die Truppen der Dila-Bruderschaft in einer dreitägigen Schlacht besiegen konnten, fielen viele Verbündete von Muhammad al-Haddsch ab, sodass sich die Alawiden endgültig in Marokko durchsetzen und im Jahr 1668 ad-Dila zerstören konnten. Die Alawiden lösten die Bruderschaft auf und schickten Muhammad al-Haddsch in die Verbannung.